# Fontcouverte, Aude

Fontcouverte este o comună în departamentul Aude din sudul Franței. În 1 ianuarie 2022 avea o populație de 574 de locuitori.